# KGM Tivoli
KGM Tivoli (кор. 쌍용 티볼리) — субкомпактный кроссовер от корейского автопроизводителя KG Mobility, первая модель компании Mahindra & Mahindra. Своё название автомобиль получил в честь итальянского города Тиволи.

## История
Автомобиль SsangYong Tivoli впервые был представлен в ноябре 2014 года под индексом X100. Серийно автомобиль выпускается с января 2015 года в Южной Корее с рестайлингом в мае 2019 года. Презентация рестайлингового SsangYong Tivoli состоялась 4 июня 2019 года. В 2023 году, после покупки SsangYong KG Group, автомобиль был переименован в KG Mobility (KGM) Tivoli.

## Особенности
Автомобиль KGM Tivoli оснащается бензиновыми или же дизельными двигателями объёмом 1,6 литра, каждый из которых сочетается в паре с механической или автоматической трансмиссией.

## В России
Автомобиль SsangYong Tivoli продавался в России до 2018 года, а в марте 2023 года автомобиль вновь поступил в продажу под индексом KGM Tivoli. Конкурентами являлись Renault Kaptur и Hyundai Creta.

## Галерея

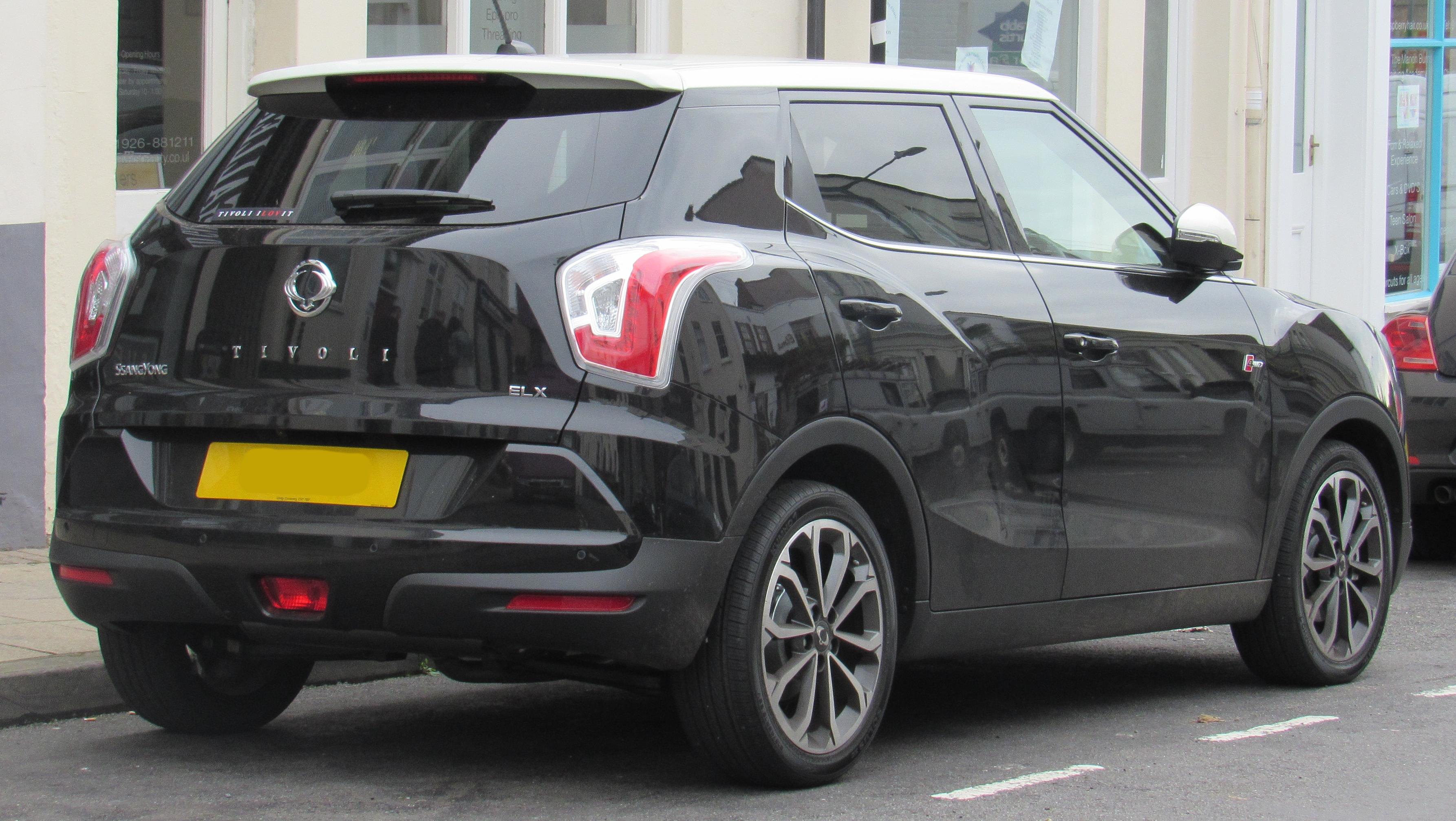
SsangYong Tivoli ELX
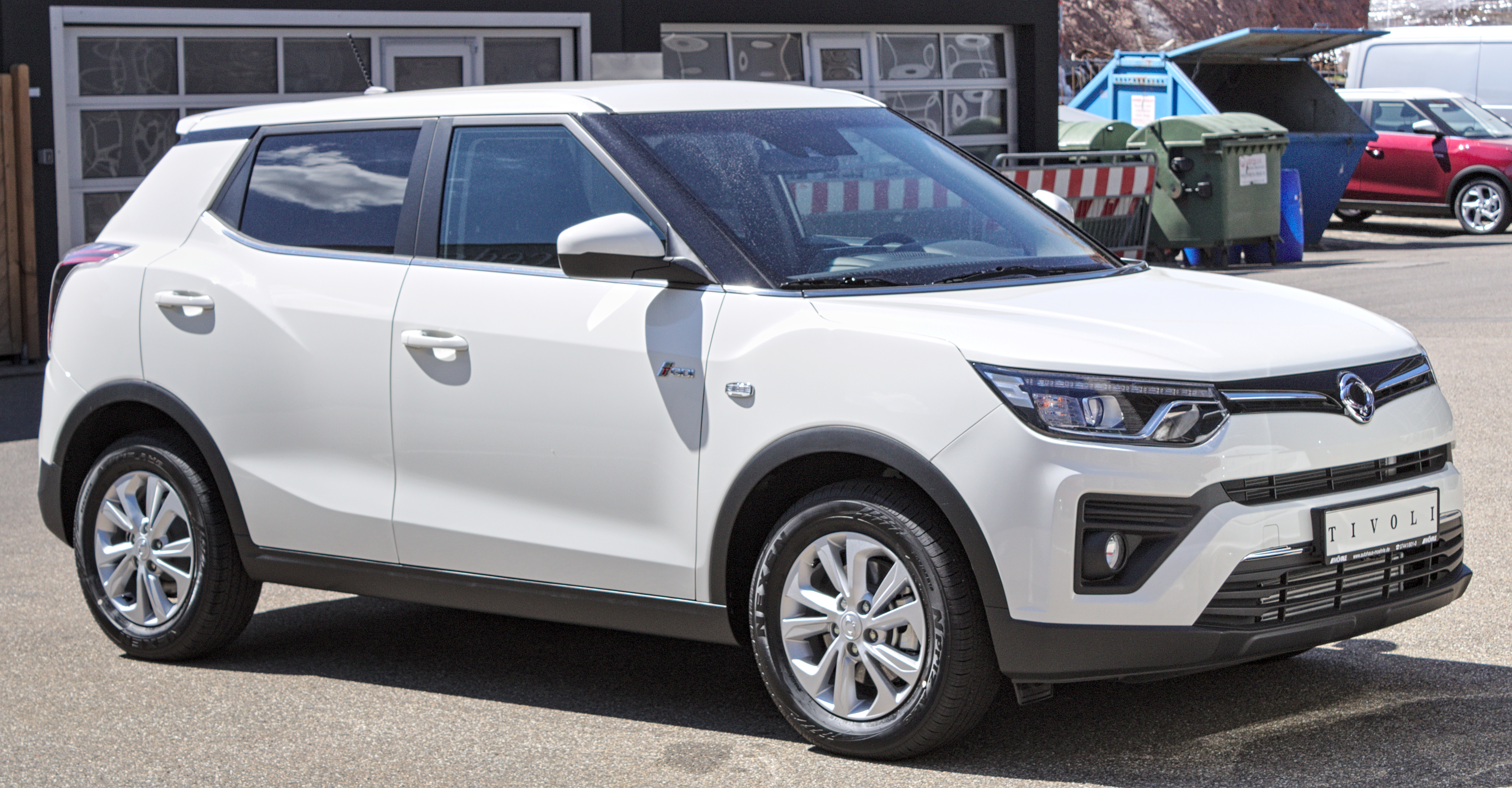
SsangYong Tivoli
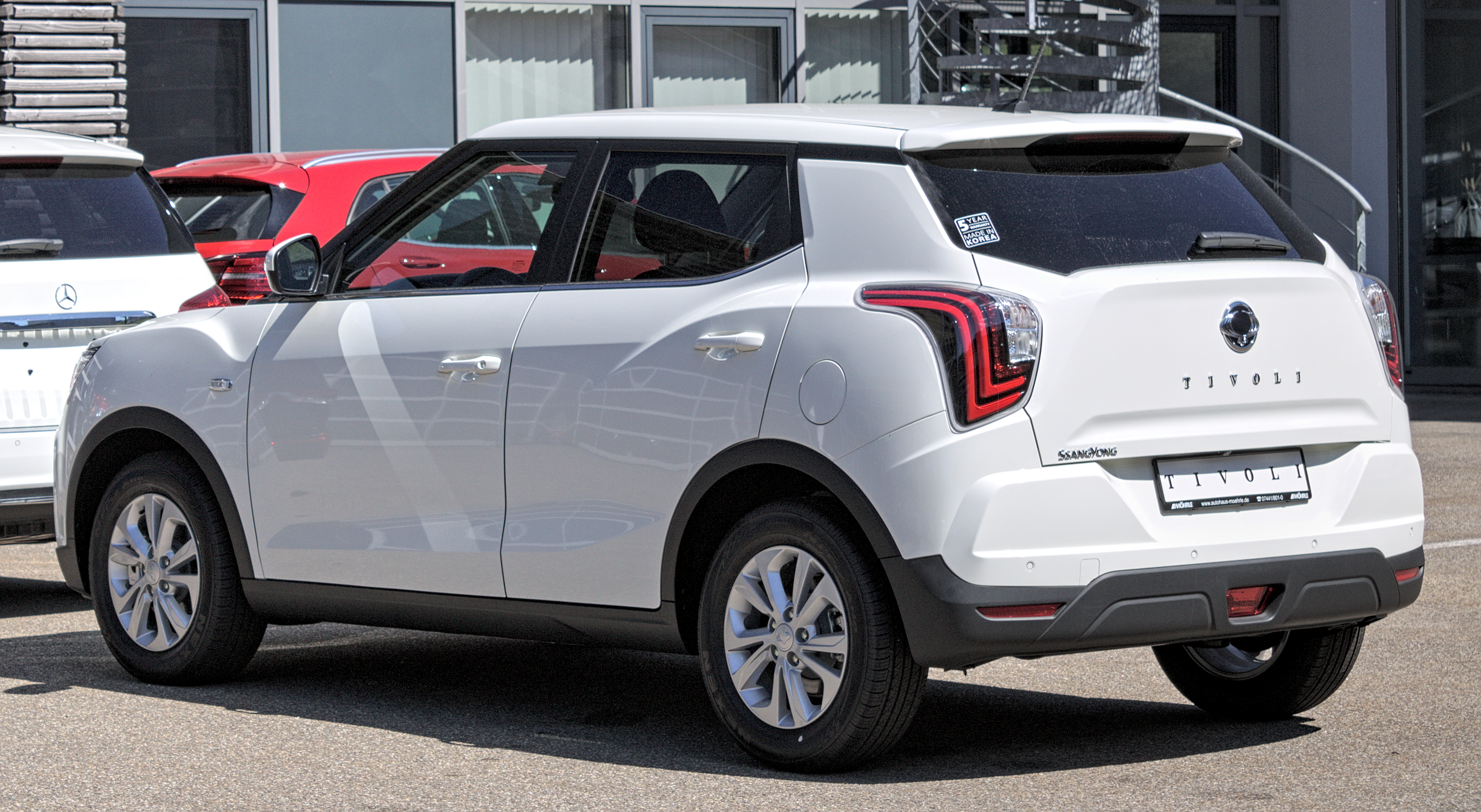
SsangYong Tivoli
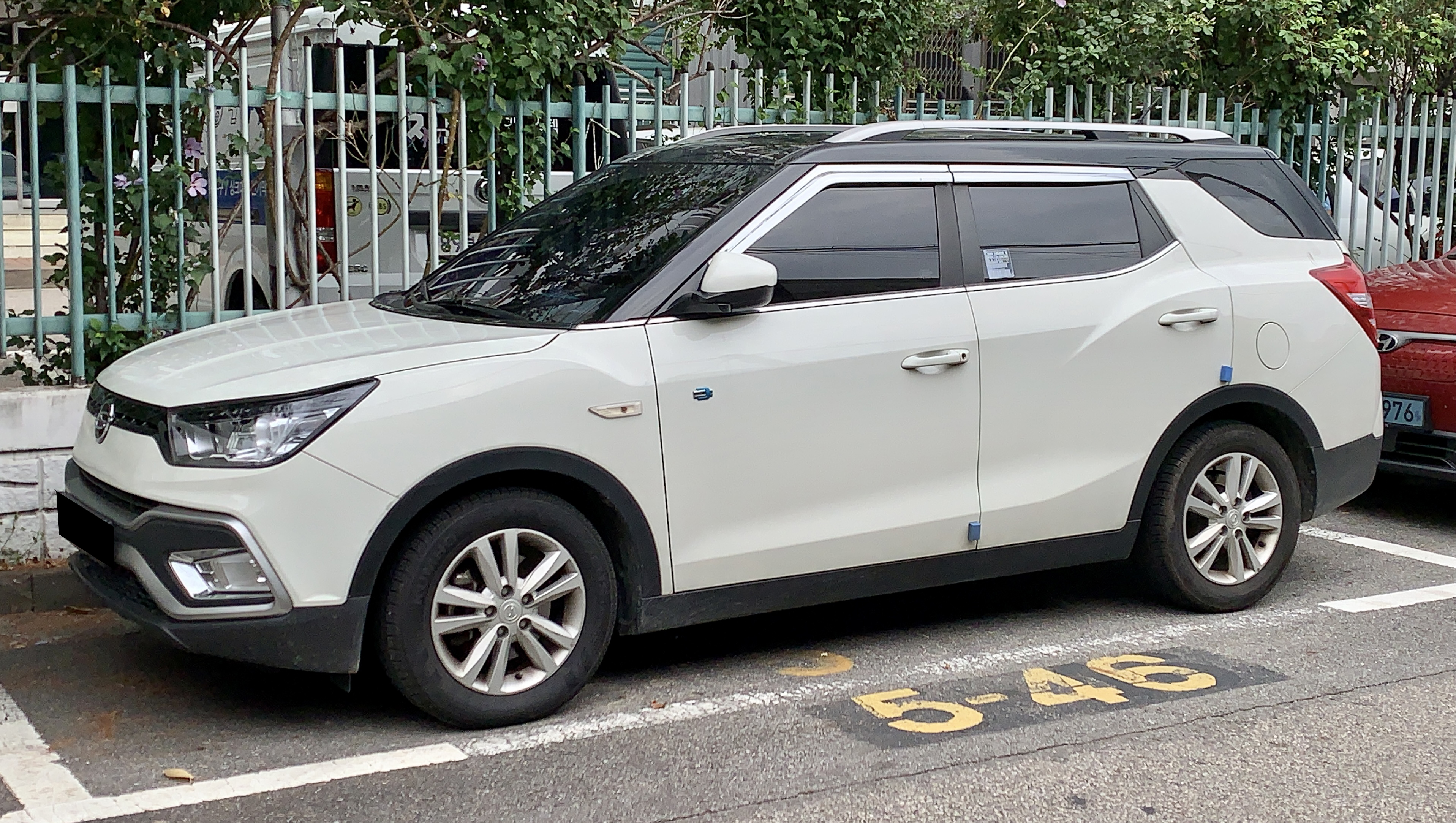
SsangYong Tivoli XLV
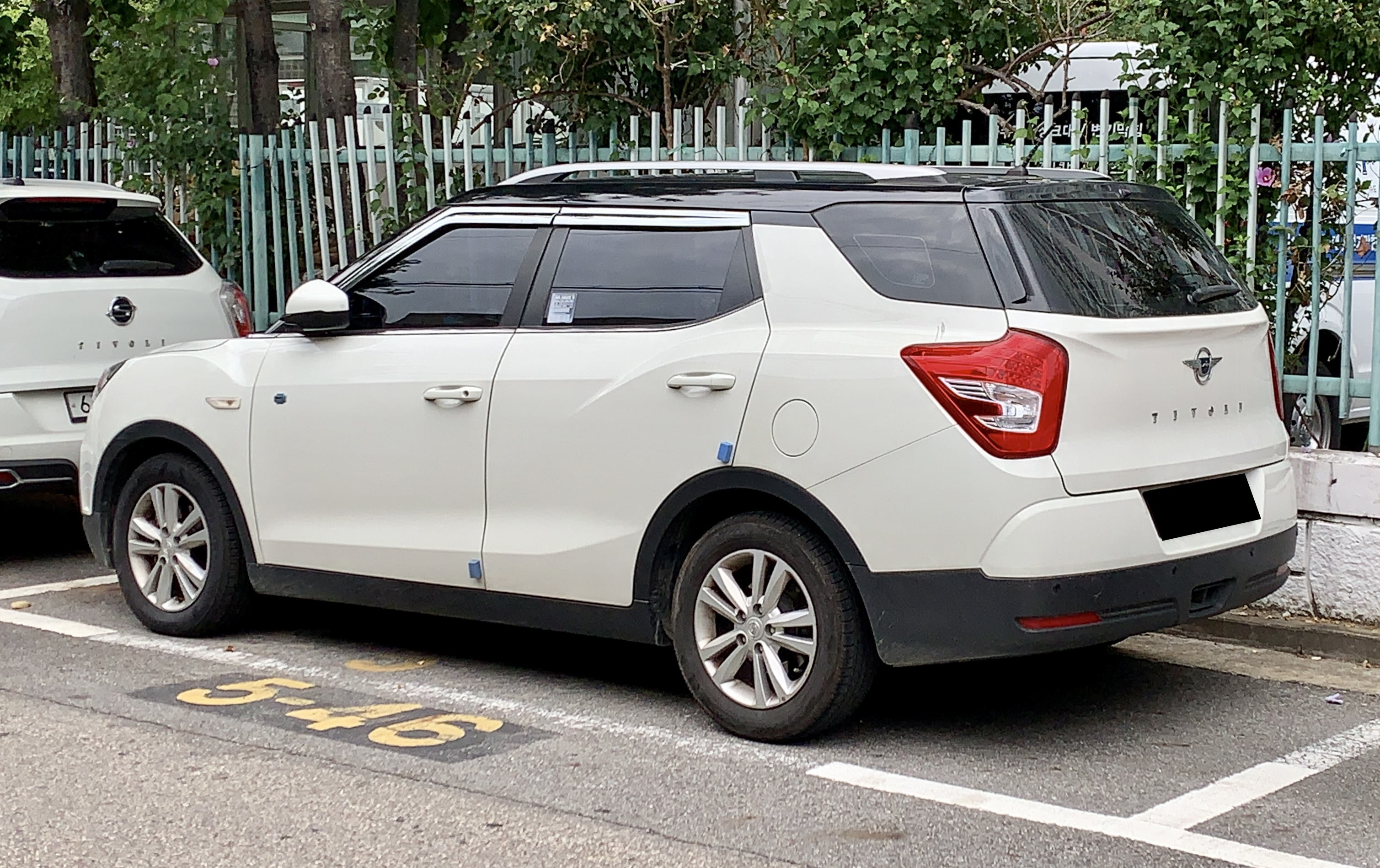
SsangYong Tivoli Air
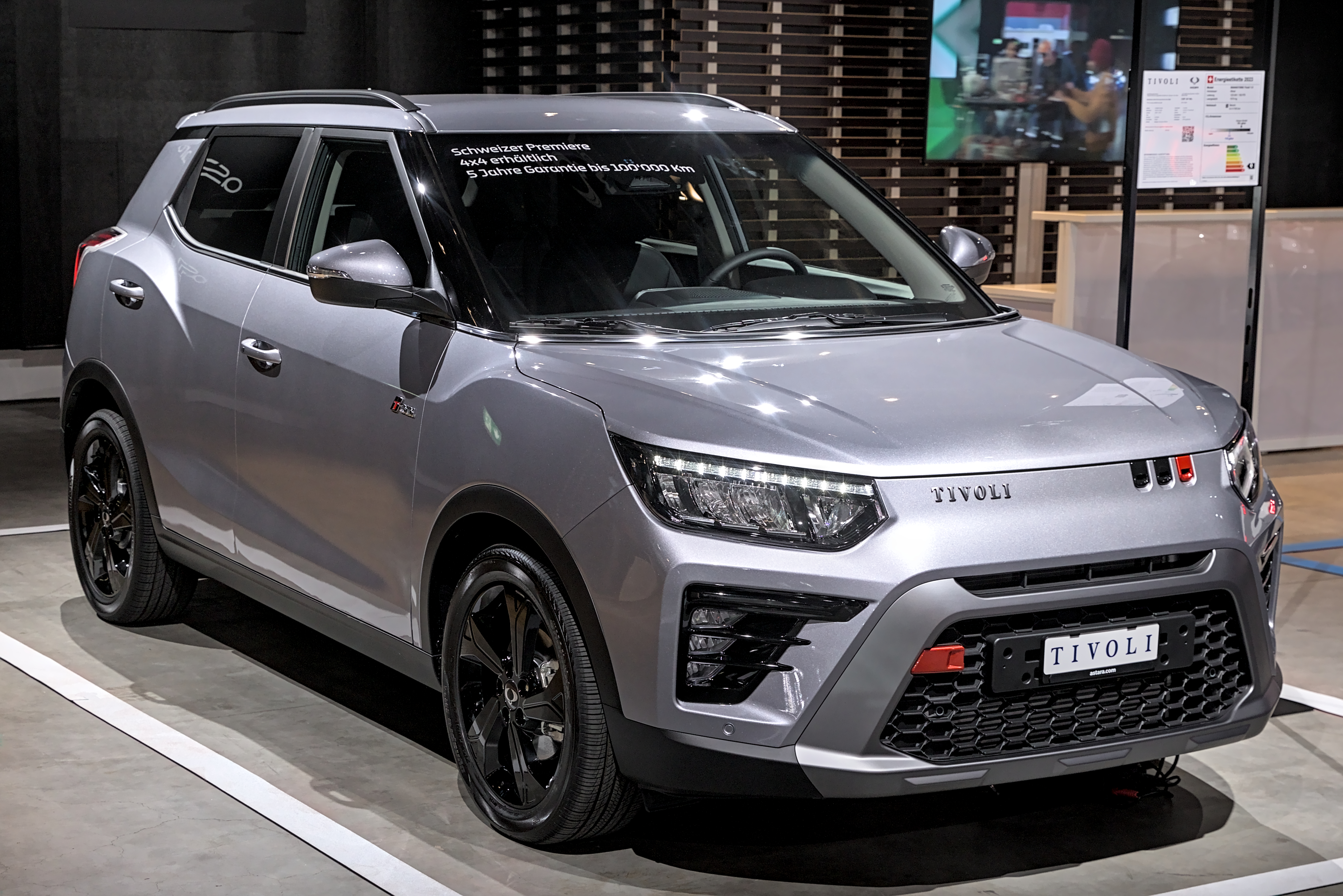
KGM Tivoli
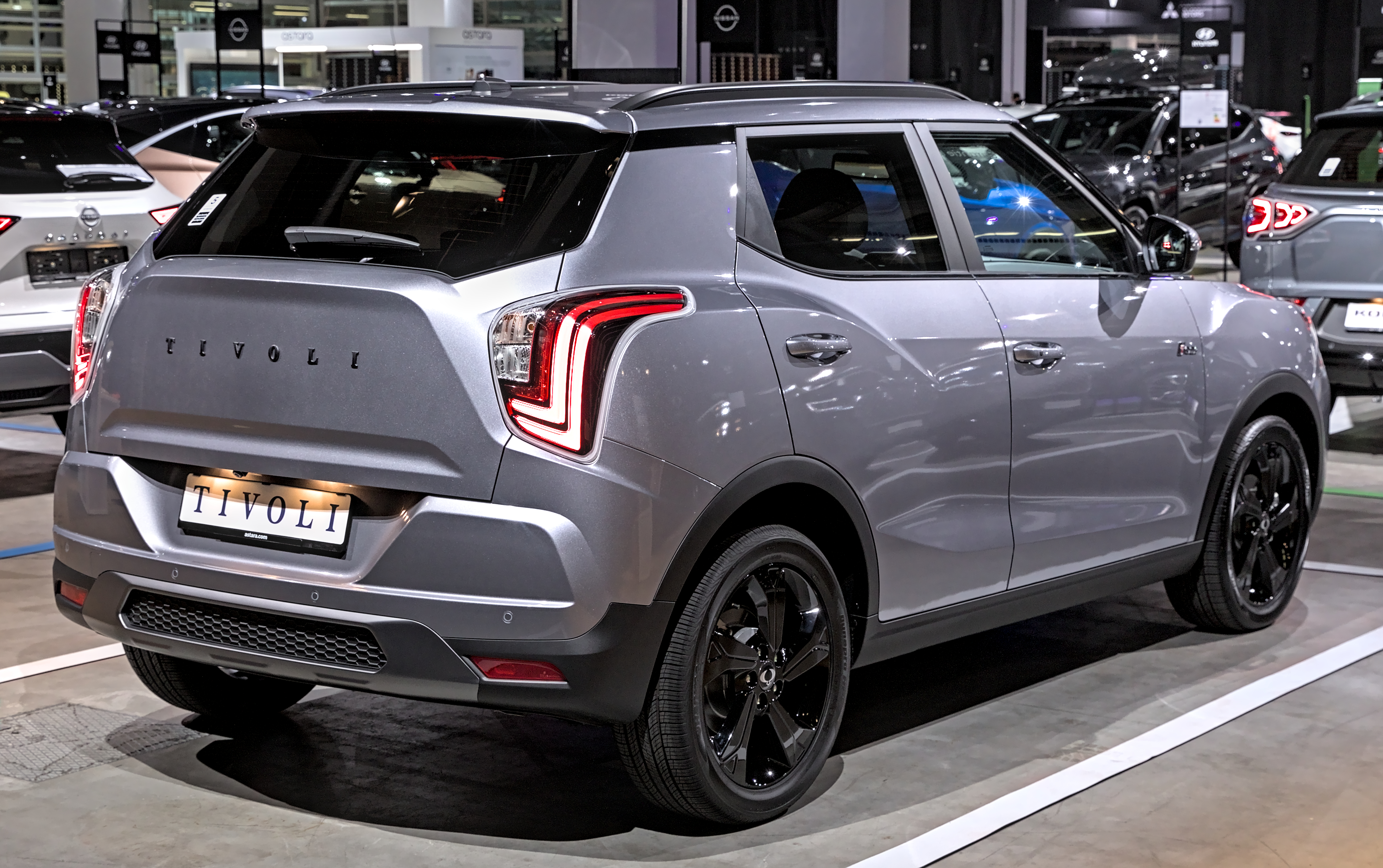
KGM Tivoli
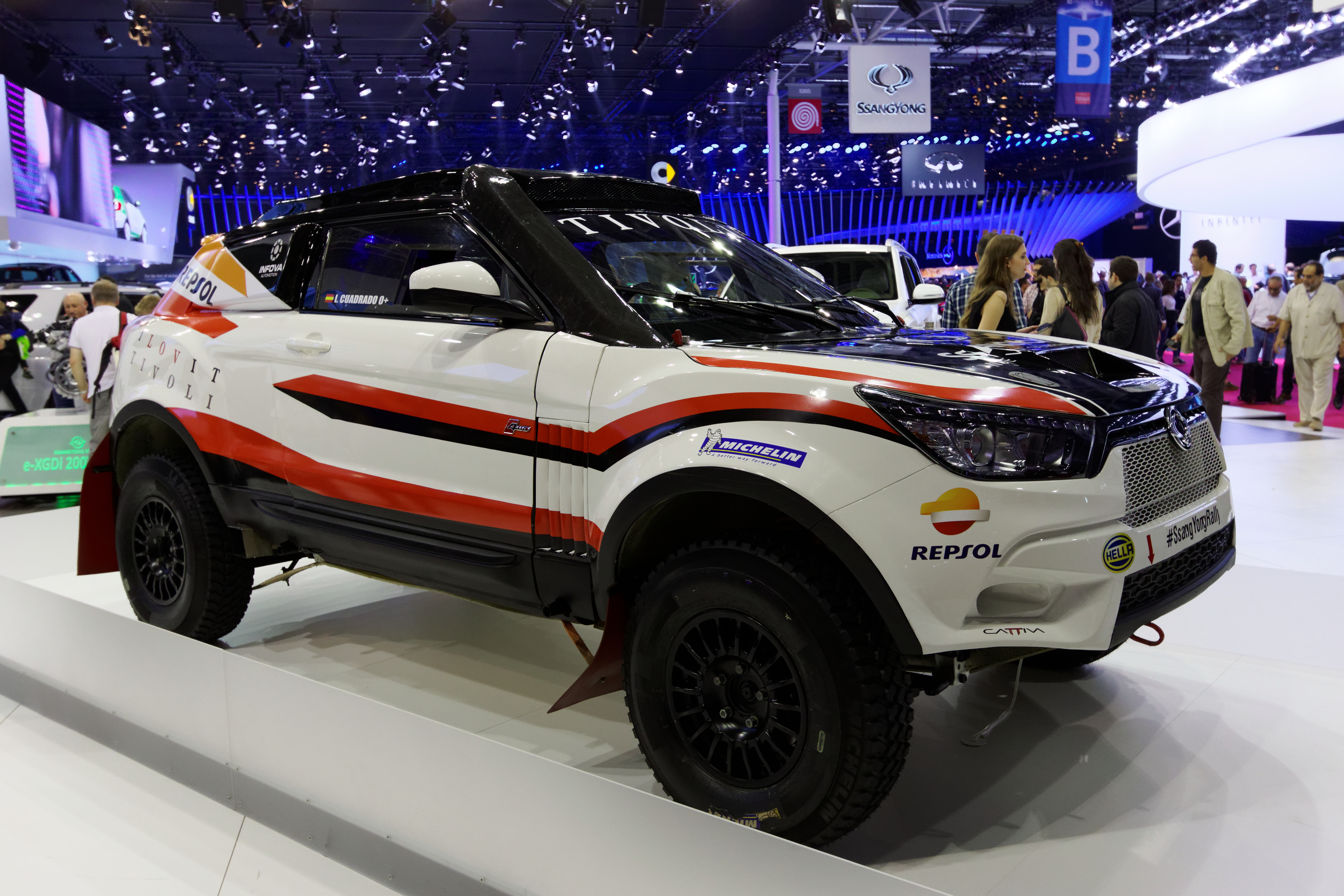
SsangYong Tivoli для ралли-рейда